# Milton Mendes de Oliveira
Milton Mendes de Oliveira (Laguna, 15 de março de 1953) é um advogado e político brasileiro. Advogado trabalhista e político filiado ao Partido dos Trabalhadores (PT), baseado em Florianópolis, é um dos fundadores do partido no Estado.
Nasceu na localidade de Pescaria Brava, em Laguna, e durante a infância mudou-se com a família para Criciúma, cidade de origem da família de seu pai, Galdino de Oliveira, que foi mineiro de profissão. Milton Mendes formou-se em Direito aos 23 anos (1976), pela antiga  Fundação de Ensino do Pólo Geoeducacional do Vale do Itajaí, atual Universidade do Vale do Itajaí, e desde o início da carreira optou pela defesa dos trabalhadores, sempre atuando como advogado trabalhista e de causas sindicais.  
Em 1977, tornou-se vereador em Criciúma pelo MDB. No cargo, Milton Mendes foi um defensor da ruptura da ditadura e da volta da democracia.
A trajetória política de Milton Mendes tem a ver com a construção do PT em Santa Catarina, partido do qual foi o primeiro vereador eleito no estado e presidente estadual por três vezes. Também foi deputado estadual (1991-1994), deputado federal (1995-1998), candidato a governador (1998) e candidato ao Senado em 2002, recebendo quase um milhão de votos. 
Milton Mendes também foi presidente da Eletrosul, de 2003 a 2006. Durante sua gestão, entre outras premiações e homenagens, a estatal foi a primeira empresa do setor elétrico a receber o certificado de Empresa Parceira do Programa Fome Zero pelo desempenho de suas ações e programas de inclusão social (2003), foi eleita a terceira melhor empresa na categoria Energia e Gás do país pela revista "Dinheiro" (2004), recebeu homenagem da Associação Brasileira de Recursos Humanos (ABRH) pelos trabalhos sociais desenvolvidos (2004) e considerada a melhor empresa de energia elétrica do Brasil pela revista Isto É Dinheiro (2005).
Após deixar a presidência da Eletrosul, Milton Mendes retomou sua atividade profissional como advogado trabalhista, cujo escritório mantém em atividade com outros advogados há 37 anos.
Em 2013, foi eleito vice-presente do diretório estadual do PT no processo de eleição interna do partido. Em 2014, tornou-se candidato ao Senado pela legenda. Também foi professor de direito do trabalho na FUCRI/UNESC de Criciúma, no período de 1978 a 1981.